# 中村公園
中村公園（なかむらこうえん）は、愛知県名古屋市中村区中村町にある公園。

## 概要
豊国神社の拝殿と本殿を中心として、複数の池や児童向けの遊具などに加えて、豊臣秀吉に関する石碑・銅像や豊公誕生井および加藤清正の銅像が配され、明治43年（1910年）11月に明宮嘉仁親王（後の大正天皇）が来名した際に植えた大正天皇御手植松がある。また、公園の一角には「中村公園文化プラザ」が建ち、名古屋競輪場とも隣接する。

## 公園施設など

### 豊公誕生之地碑
豊国神社の東側に立つ石碑。公園に隣接する常泉寺（秀吉の義父、筑阿弥の宅跡）が秀吉の生まれた地と言われており、明治16年（1883年）に建てられた。現在の碑は明治44年（1911年）に当時の知事の直筆を元にして建てられたもの。昔は石碑の目の前に鳥居も建っていた。

### 八幡社
公園に隣接する妙行寺の地で生まれたと伝えられる加藤清正が、出陣の際に必勝祈願をしたとされるが、その一方で名古屋城築城の際に清正がこの社の大木を伐採したとも言い伝えられている。

### 豊頌軒・桐蔭席
江南市古知野の旧家から移築した茶室で、豊頌軒は四畳半台目の席となっており、桐蔭席は八畳の広間に八畳の土間が接している。毎月18日（変更月あり）には豊国神社献茶会懸釜として釜がかかる。国の登録有形文化財に登録されている。

### 中村公園文化プラザ
昭和42年（1967年）から置かれていた豊清二公顕彰館を平成3年（1991年）に改築・改称したもので、中村図書館、秀吉清正記念館、中村文化小劇場が置かれている。

### 中村公園記念館
明治43年（1910年）に建てられた旧迎賓館で、名古屋市の認定地域建造物資産、国の登録有形文化財に登録されている。

### 初代中村勘三郎生誕記念碑
歌舞伎の初代中村勘三郎は中村の出身と言われている事から公園内に中村勘三郎の生誕記念碑の像を建設しようと、中村区夢づくり実行委員会を母体とする住民団体「初代中村勘三郎生誕像を中村公園に建立する会」が寄付金を募り建立したもので、2017年（平成29年）5月28日に除幕式が行われた。
銅像の高さは2.8m（うち台座部分1.2m）で、猿若舞を舞う姿が表現されている。

## ギャラリー

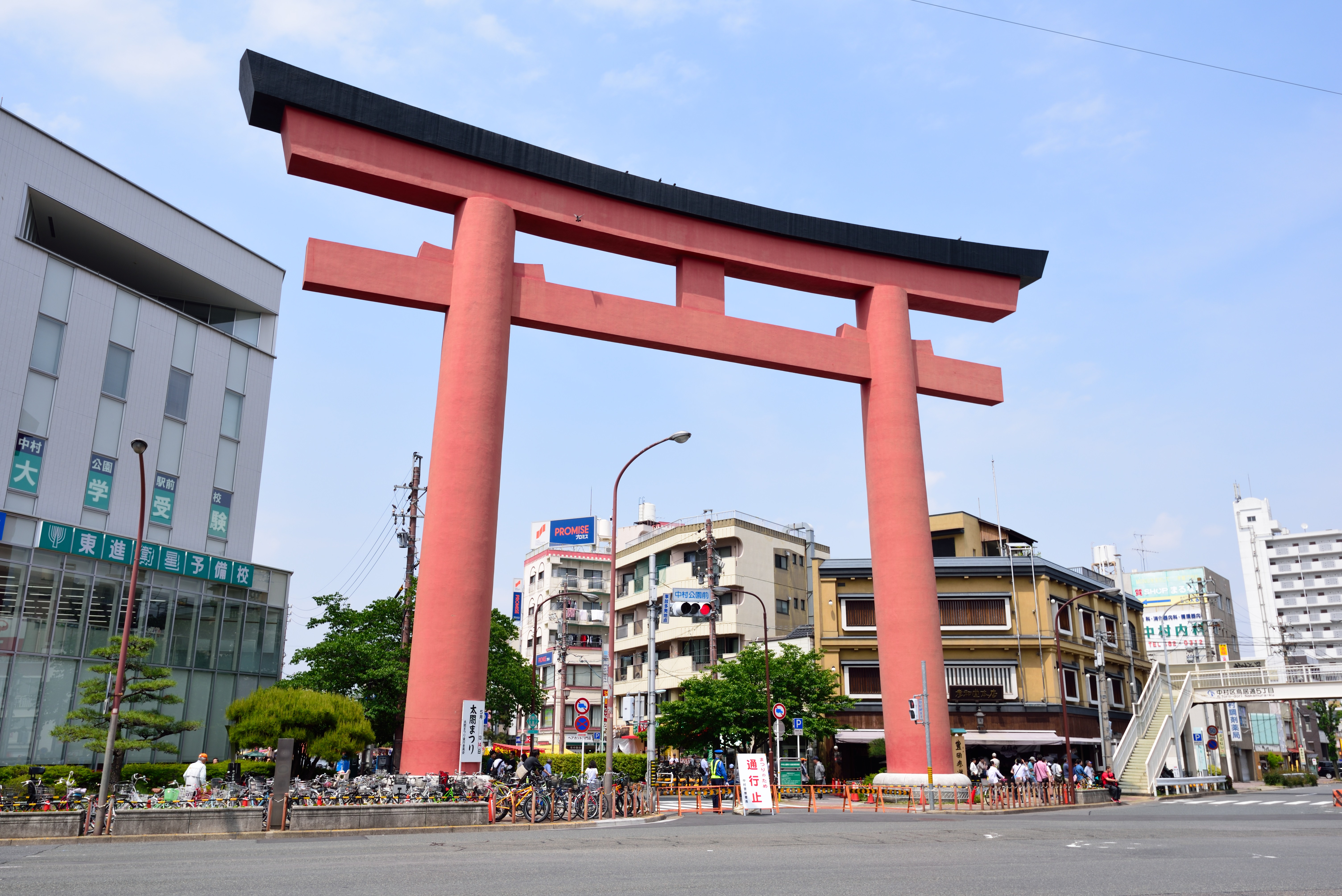
中村公園の大鳥居
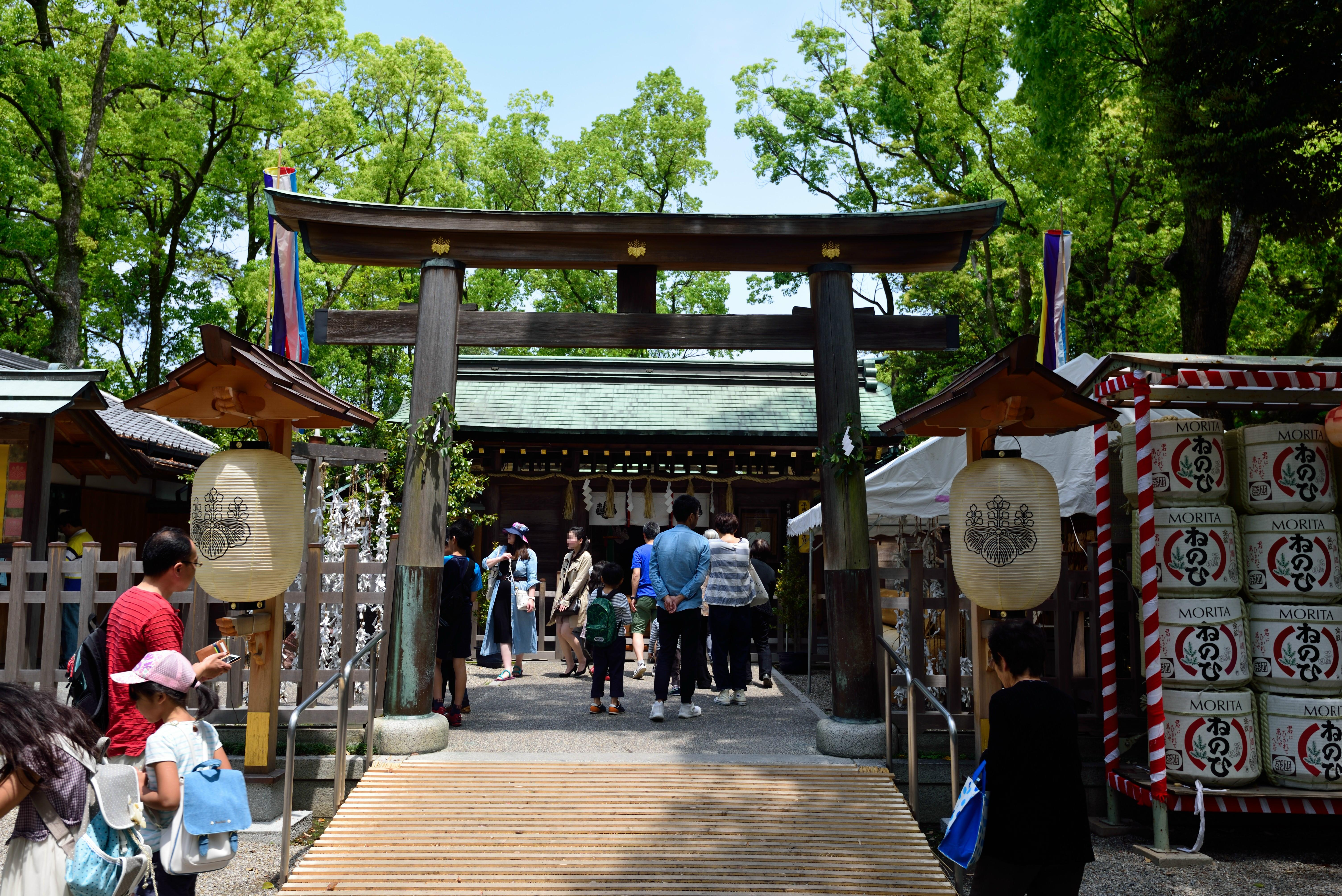
豊国神社拝殿
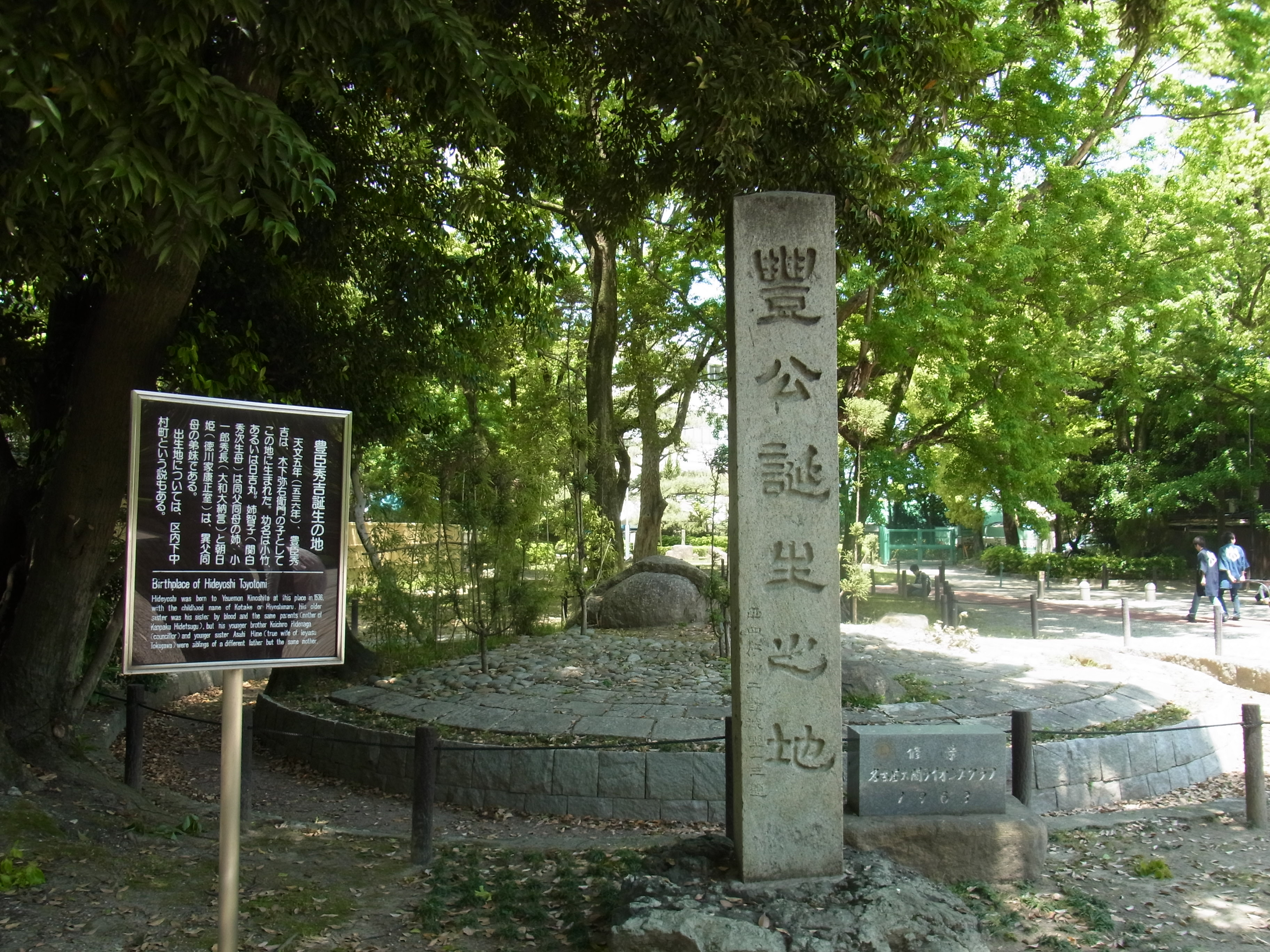
豊公誕生之地碑
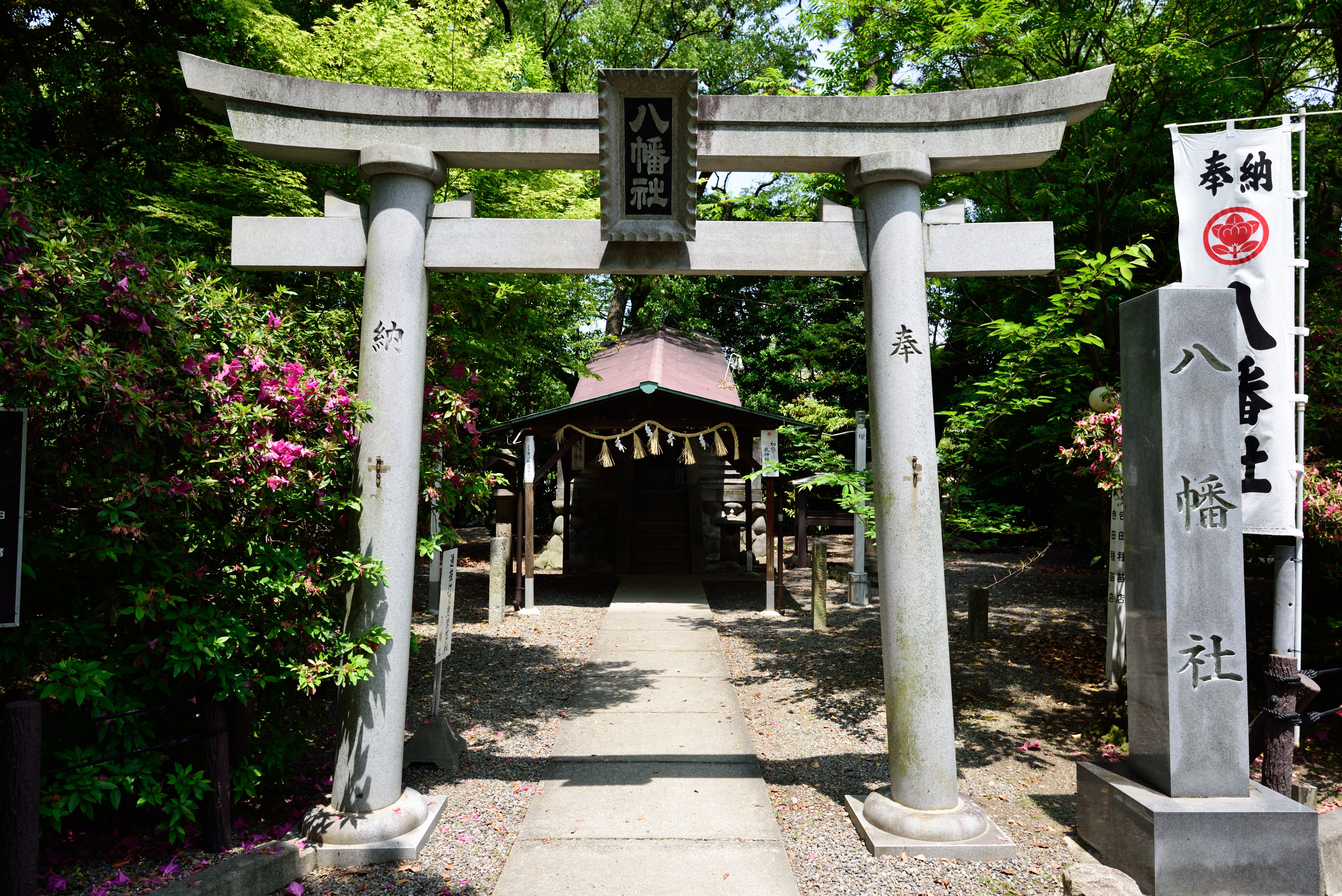
八幡社

## アクセス
- 名古屋市営地下鉄東山線 - 中村公園駅下車、徒歩で約10分。
- 名古屋市営バス - 「豊国神社」バス停下車、徒歩ですぐ。